# 徳島県道45号西祖谷山山城線
徳島県道45号西祖谷山山城線（とくしまけんどう45ごう にしいややまやましろせん）は、徳島県三好市を通る県道（主要地方道）である。

## 概要
三好市西祖谷山村一宇から三好市山城町上名に至る。
祖谷方面へアクセスする唯一整備された道路。全線にわたって急坂・急カーブが続くものの全線2車線が確保されている。以前は有料道路の祖谷渓道路であった。なお、荒天時にはほぼ全線で通行止めになる。旧祖谷渓有料道路旧料金所跡地にかやぶき屋根の門がある。

### 路線データ
- 起点：徳島県三好市西祖谷山村一宇（徳島県道32号山城東祖谷山線交点）
- 終点：徳島県三好市山城町上名（上名交差点、国道32号交点、徳島県道163号大歩危停車場線終点）
- 総延長：8.401 km[1]

## 歴史
- 1974年（昭和46年）4月3日 - 祖谷渓道路開通[注釈 1]。
- 1982年（昭和57年）10月29日 - 徳島県道23号の廃止および分割により徳島県道305号一宇山城線として認定。[要出典]
- 1993年（平成5年）5月11日 - 建設省から、県道一宇山城線が西祖谷山山城線として主要地方道に指定される[2]。
- 1994年（平成6年）4月1日 - 徳島県道45号西祖谷山山城線として認定。305号は欠番に。[要出典]
- 1998年（平成10年）8月1日 - 祖谷渓道路無料化。

## 路線状況

### 重複区間
- 徳島県道163号大歩危停車場線（三好市西祖谷山村徳善西 - 三好市山城町上名（終点））

### 道路施設

#### 橋梁
- 大歩危橋（吉野川、三好市）

#### トンネル
- 祖谷トンネル：延長967 m、1974年（昭和49年）竣工、三好市

#### 道の駅
- 道の駅にしいや（三好市）

## 地理

### 通過する自治体
- 三好市

### 交差する道路
| 交差する道路                                      | 交差する場所     | 交差する場所 |
| ------------------------------------------------- | ---------------- | ------------ |
| 徳島県道32号山城東祖谷山線                        | 西祖谷山村一宇   | 起点         |
| 徳島県道163号大歩危停車場線 重複区間起点          | 西祖谷山村徳善西 |              |
| 国道32号 徳島県道163号大歩危停車場線 重複区間終点 | 山城町上名       | 終点         |

### 交差する鉄道
- 土讃線

### 沿線
- 三好市立西祖谷中学校
- JR四国土讃線 大歩危駅

## ギャラリー

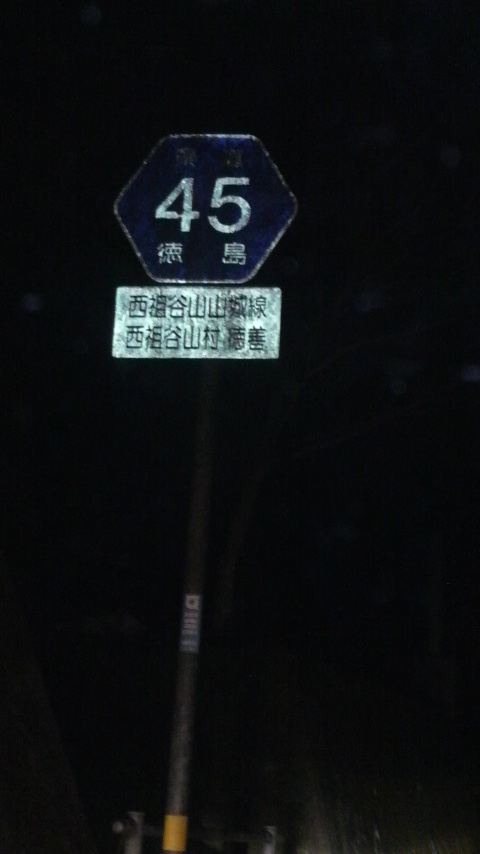
県道標識（三好市西祖谷山村徳善）
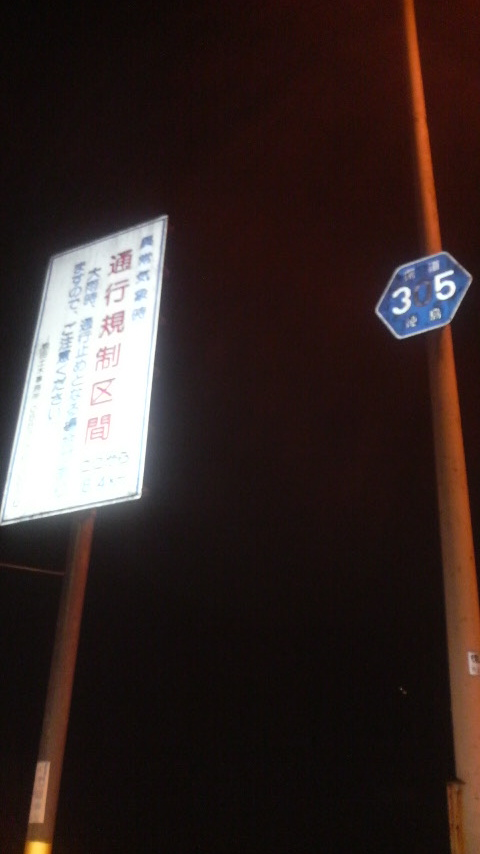
県道終点に残る昇格前の旧305号標識（三好市山城町上名）

## かやぶき屋根の門
- 旧祖谷渓有料道路旧料金所跡地にかやぶき屋根の門がある[3]。
- 屋根の工事は、東祖谷山村のかやぶき職人らが担い、山城町の塩塚高原のかやが使われた[3]。
- 老朽化したため、2017年（平成29年）3月に解体する[3]。
- 撤去理由は、冬場はつららが垂れ下がり、老朽化が著しい。三好市はかやのふき替えや屋根全体の補修を検討したものの、改修・維持費が数千万円に上ることもあり、地元観光関係者らと相談した上で解体を決めた[3]。
- 1992年（平成4年） - 徳島県が土木施設景観創造事業として約727万円をかけて、旧祖谷渓有料道路旧料金所に整備した[3]。
- 1998年（平成10年） - 徳島県が西祖谷山村に寄贈[3]。
- 2004年（平成16年） - 西祖谷山村が約157万円をかけて、屋根の最上部を銅板にするなどの修繕を行った[3]。
- 2017年（平成29年）3月 - 撤去予定。 事業費は約452万円[3]。